# Guillaume IV de Henneberg-Schleusingen
Pour les articles homonymes, voir Henneberg.
Guillaume IV de Henneberg-Schleusingen, né le 29 janvier 1478 à Of Schleusingen et mort le 24 janvier 1559 à Solurn, est un prince allemand.
Il succède à son père mort le 25 mai 1480.
Ayant régné 78 ans, 7 mois et 29 jours, il est le second monarque européen au règne le plus long.

## Biographie

### Famille
En 1500, il épouse Anastasie, fille d'Albert III Achille de Brandebourg.